# Edelsheim (Adelsgeschlecht)

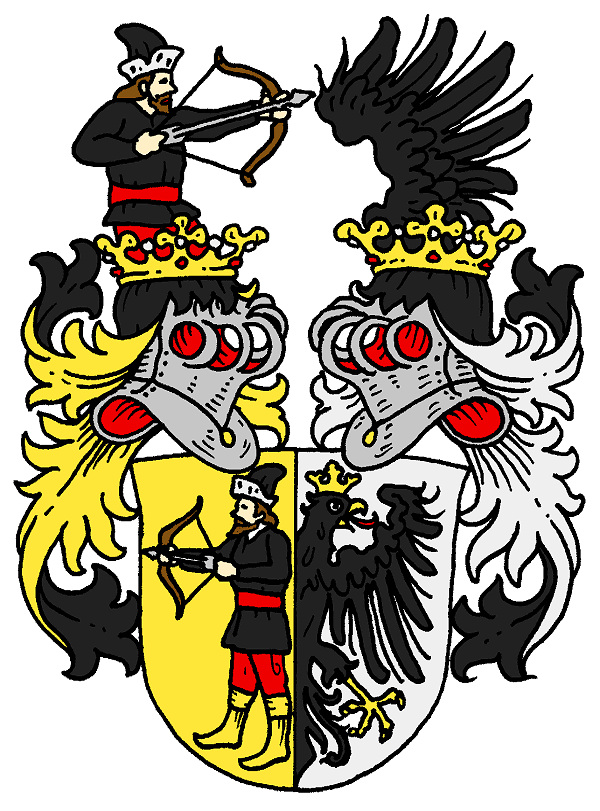
Wappen derer von Edelsheim

Die Reichsfreiherren von Edelsheim sind ein ursprünglich hanauisches, später hessisches Adelsgeschlecht. Sie führen sich zurück auf den kurmainzischen Geheimrat, Regierungs- und Kammerpräsidenten der Grafschaft Hanau-Münzenberg, Johann Georg Seifert von Edelsheim, der am 12. Dezember 1673 in den Adelsstand, 1706 schließlich in den Reichsfreiherrenstand erhoben wurde. Im 18. Jahrhundert gelangte das Geschlecht auch in Baden in leitende Positionen, im 19. Jahrhundert auch in Ungarn. Die in Ungarn ansässige Linie erhielt 1906 den Grafenstand.

## Geschichte
Johann Georg Seiffert stieg am Hanauer Hof des Grafen Friedrich Casimir auf. Als Sekretär begleitete er den Grafen z. B. auf dessen Reise zum Regensburger Reichstag 1664. Später war er Geheimsekretär des Grafen.
Seifferts Aufstieg wurde durch die Ereignisse 1669 im sogenannten Hanauer „tollen Jahr“ beschleunigt. Er stand auf der Seite der Fraktion der gräflichen Familie, die aus diesem Machtkampf als Siegerin hervorging. 1673 wurde er – wohl auf Initiative der vormundschaftlichen Regierung für den Grafen Friedrich Casimir – in den Adelsstand erhoben und nannte sich nun Johann Georg Seiffert von Edelsheim[b].

## Familie
Verheiratet war er mit Elisabeth von Speckhan (* 18. September 1637; † 8. April 1701), Tochter des Statius von Speckhan (* 1599; † 1679). Unter deren Nachkommen befinden sich eine Reihe von Politikern, Diplomaten und Militärs:
- Johann Georg Seiffert Freiherr von Edelsheim (1639–1723), kurmainzischer Geheimer Rat und hanau-münzenbergischer Landespräsident (Vater des Friedrich Christian)
- Friederike Freifrau von Edelsheim-Gyulai (1841–1918), deutsch-österreichische Schauspielerin
- Friedrich Christian Seifert Freiherr von Edelsheim (1669–1722), hanauischer Staatsmann und Geheimer Rat (Vater des Philipp Reinhard v. E.)
- Georg Ludwig Freiherr von Edelsheim (1740–1814), badischer Staatsminister und Minister des Auswärtigen (Vater des Oberstkammerherren Wilhelm v. E.)
- Leopold Freiherr von Edelsheim-Gyulai (1826–1893), österreich-ungarischer General der Kavallerie (Vater des Leopold Graf v. E.)
- Leopold Graf von Edelsheim-Gyulai von Marosnémeth und Nádaska, Dr. jur., erbliches Mitglied des ungarischen Oberhauses, erhielt 1906 in Wien den ungarischen Grafenstand
- Ludwig Freiherr von Edelsheim (1823–1872), badischer Minister
- Maximilian Freiherr von Edelsheim (1897–1994), deutscher Offizier
- Philipp Reinhard Freiherr von Edelsheim (1695–1771), hanau-münzenbergischer Kammerpräsident (Vater von Wilhelm und Georg Ludwig v. E.)
- Wilhelm Freiherr von Edelsheim (1737–1793), badischer Minister
- Wilhelm Freiherr von Edelsheim (1774–1840), badischer Wirklicher Geheimer Rat, Oberstkammerherr und Oberzeremonienmeister, Ritter des preußischen Johanniterordens[5] (Vater des Generals Leopold von Edelsheim-Gyulai)

## Haus Edelsheim-Gyulai
Diesen Zweig begründete der k.u.k. General Leopold Wilhelm Freiherr von Edelsheim (* 1826; † 1893), 1866 adoptiert von seinem Vetter, Feldzeugmeister Ferencz Graf Gyulay de Marosnémeth et Nádaska (* 1798; † 1868). Graf Gyulais Eltern waren Maria Anna Julia von Edelsheim (* 1779; † 1830), eine Tochter des badischen Staats- und Außenministers Georg Ludwig Freiherr von Edelsheim, und Ignaz Graf Gyulay, seit 1806 Ban (Statthalter) von Kroatien, Dalmatien und Slawonien. Leopold Freiherr von Edelsheim erhielt am 4. Januar 1882 den Titel „Baron Edelsheim-Gyulai“. Verheiratet war er mit der Schauspielerin Friederike Kronau (* 1841; † 1918; der späteren Fürstin Lobkowitz) und war von 1875 bis 1886 Höchstkommandierender in Ungarn. Der Ehe entstammte Dr. jur. Leopold (Lipót) József Graf von Edelsheim-Gyulai von Marosnémeth und Nádaska (* 1863; † 1928), erbliches Mitglied des ungarischen Oberhauses. Er hatte 1906 in Wien den ungarischen Grafenstand erhalten und war seit 1886 mit Prinzessin Irma Odescalchi de Szerém (* 1863; † 1924) verheiratet. Sein Sohn Lipót Ferencz György Gyula (* 1888), der 1981 in Cannes starb, hatte drei Töchter aus der ersten Ehe mit Gräfin Gabriella Pejacsevich de Verõcze (* 1894, † 1977). Nach der Scheidung 1920 hatte er Ella Rothkugel von Rollershausen (* 1899) geheiratet. Die jüngste Tochter, Gräfin Ilona von Edelsheim-Gyulai (* 1918, † 2013), war seit 1940 mit István Horthy verheiratet und die Schwiegertochter von Miklós Horthy, des Staatsoberhauptes von Ungarn. Ihr Gatte war seit 1941 dessen Stellvertreter. Am 21. Mai 2011 bekam Ilona Gräfin Edelsheim-Gyulai die Ehrenbürgerwürde des Budapester Burgviertels verliehen.

## Familienarchiv
Das Familien- und Herrschaftsarchiv von Edelsheim der auch laut Auskunft des Landesarchivs Baden-Württemberg aus Würzburg stammenden Familie befindet sich im Generallandesarchiv Karlsruhe. Es umfasst etwa 126 Urkunden, zirka 516 Aktenfaszikel und eine Stammtafel und reicht vom Jahr 1348 bis 1969. Den größten Teil des Bestandes hinterlegte 1910 Franz Freiherr von Edelsheim (Münster). In den Jahren 1922–1982 folgten weitere Hinterlegungen.

## Wappen
Das reichsadelige Wappen von 1673 zeigt nur den Bogenschützen im Schild und nur einen Helm, darauf der wachsende Schütze.
Das freiherrliche Wappen von 1706 ist gespalten und zeigt rechts in Gold einen ungarischen Bogenschützen in kurzem schwarzen Rock, roter Leibbinde, roten Hosen, goldenen Stiefeln und pelzverbrämter schwarzer Mütze, Bogen und Pfeil schussfertig vor sich haltend, links in Silber einen gold-gekrönten und bewehrten schwarzen Adler am Spalt. Zwei Helme, auf dem rechten mit schwarz-goldenen Decken der Bogenschütze wachsend, auf dem linken mit schwarz silbernen Decken ein schwarzer Flügel.
Das gräfliche Wappen von 1906 ist geviert und belegt mit gespaltenem Herzschild, darin wie 1706; in Feld 1 in Blau ein gekrönter goldener Löwe, in den Vorderpranken einen mit drei silbernen Straußenfedern zwischen offenem schwarzen Fluge besteckten Helm vor sich haltend (Gyulai), Felder 2 und 3 in Rot eine einwärts gekehrte flugbereite silberne Taube mit einem Ölzweig im Schnabel auf grünem Berg, Feld 4 in Blau ein rotgekleideter Rechtsarm, einen goldengefassten krummen Säbel schwingend. Drei Helme, auf dem rechten mit rot-goldenen Decken der Löwe mit dem Helm in den Pranken, auf dem mittleren mit schwarz-goldenen Decken der Bogenschütze wachsend, auf dem linken mit blau-silbernen Decken ein schwarzer Flügel.

## Historischer Besitz

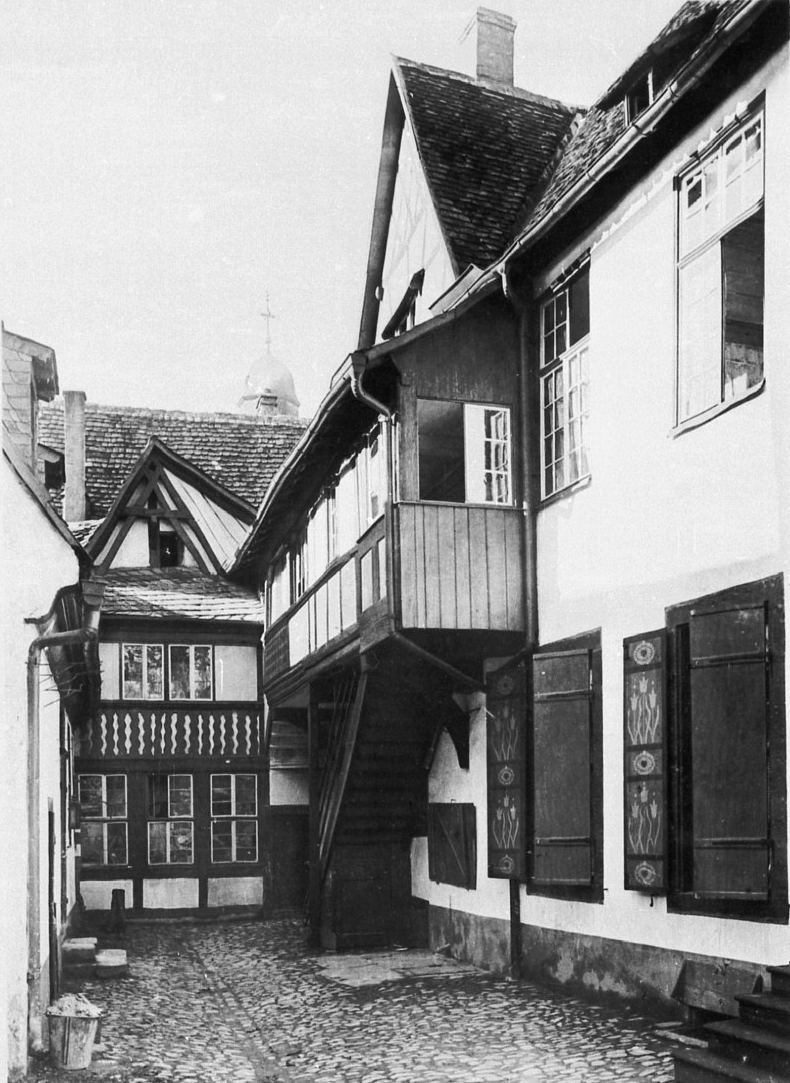
Blick in den Hof des 1945 zerstörten Edelsheimschen Palais in Hanau.

Die Freiherren von Edelsheim besaßen zunächst zahlreiche bedeutende hanauische Lehen, die nach dem Aussterben der Hanauer Grafen 1736 von deren Rechtsnachfolgern weiter an sie verliehen wurden. Erst mit den Umwälzungen in napoleonischer Zeit ist die Familie nicht mehr in Südhessen ansässig. Zum ehemaligen Lehensbesitz zählte unter anderem:
- Edelsheimsches Palais in Hanau, eine Stadtresidenz in Nachbarschaft des Hanauer Stadtschlosses, 1945 zerstört.
- Graf Friedrich Casimir von Hanau-Lichtenberg belehnte 1674 den hanauischen Regierungs- und Kammerpräsidenten Johann Georg Seiffert von Edelsheim in Anerkennung seiner Verdienste um die Grafschaft Hanau mit dem ehemaligen Cronbergischen Lehen zu Rumpenheim.[17] Der Kern des heutigen Rumpenheimer Schlosses in Offenbach am Main geht auf ein Herrenhaus zurück, das Johann Georg Seiffert von Edelsheim ab 1678 errichtete. Das Herrenhaus wurde später zum Mittelbau des Schlosses. Neunzig Jahre später verkaufte die Familie von Edelsheim ihr Lehen an Prinz Karl von Hessen-Kassel. Dieser erweiterte das Herrenhaus 1771 zu einem fürstlichen Landsitz.[18]
- Mitte des Jahres 1684 erlosch das Geschlecht der Mosbach von Lindenfels. Diese Familie hielt in Ueberau Lehen aus zwei verschiedenen Quellen. Schon am 23. Juni 1684 erhielt der Erbküchenmeister in Hessen, Ludwig Wilhelm von Hertingshausen, die hessischen Lehen des verstorbenen Mosbach von Lindenfels,[19] also auch den Großen Sinoltshof zu Ueberau. Die Lehen der Grafschaft Sponheim dagegen erhielt Johann Georg Seyfahrt (Seiffert) von Edelsheim.[20]
- Leonhardisches Schloss in Groß-Karben (1691–1790).
- der Junkerhof in Nachbarschaft der Burg Dorfelden.
- Hof Eich.
- Hofgut im Ortskern von Wachenbuchen.
- Altes Schloss Büdesheim (1760–?)